# Gálszécsi István
Gálszécsi István (? – 1543) tanító, reformátor, prédikátor. A legrégibb ismert magyar kottás énekeskönyv szerzője.

## Élete
1524-ben Bécsben folytatott tanulmányai idején énekeskönyvet és kátét szerzett. 1526-1528 között a Krakkói Egyetemen tanult – ahol a magyar burza lakója volt –, majd 1529-ben Kassán taníthatott, ahol tanítványai között volt Batizi András is. 1532-ben Wittenbergben járt, ahol Farkas Andrással is összeismerkedett. Hazatérte után Gálszécsen Perényi Péter iskolájában lett tanító. 1540 körül Gyulára ment prédikátornak.
A Kegyes énekekrül és keresztény hitrül rövid könyvecske című Krakkóban, 1536-ban megjelent, de csak néhány lapnyi töredékben fennmaradt kiadványa az első nyomtatott énekeskönyvünk s az első a hangjegyes nyomtatványok között is. Másik ismert művének leírását Bod Péter Magyar Athenas című munkájából ismerhetjük; a mű egy töredéke a kecskeméti városi levéltárból került elő.

## Művei
- Kegyes yenekekrwl ees kereztyen hewtrwl reowid kionywecyke Galzecy Estwan mestertwl zerezteteth. Krakkó, 1536 (második kiadása ugyanott, 1538)
- A keresztyéni tudományról való rövid Könyvecske. Krakkó, 1538